# Síh omul
Síh omul (Coregonus autumnalis (Pallas, 1776)) je hospodářsky významná lososovitá ryba z rodu Coregonus. Ruský název je arktičeskij omul (аркти́ческий омуль). Dorůstá délky až 64 cm, váží až 3 kg.
Omul je anadromní ryba, živí se v pobřežních částech Severního ledového oceánu a táhne do řek Ruska, Aljašky a Kanady, aby se rozmnožovala. V moři se živí velkými bentickými korýši, malými rybami a drobným zooplanktonem.
Tradičně byl za poddruh síha omula považován taxon Coregonus autumnalis migratorius, ten je podle genetické studie z roku 2004 blízce příbuzný síha severního (Coregonus lavaretus), a je nově vyčleňován jako samostatný druh síh tažný (Coregonus migratorius). Má 3 ekomorfologické skupiny.